# Guðrún Hafsteinsdóttir
Guðrún Hafsteinsdóttir (ur. 9 lutego 1970 w m. Selfoss) – islandzka polityk, posłanka do Althingu, w latach 2023–2024 minister sprawiedliwości, od 2025 przewodnicząca Partii Niepodległości.

## Życiorys
Absolwentka antropologii na Uniwersytecie Islandzkim (2008), na tej samej uczelni w 2011 uzyskała dyplom z zakresu studiów nad równouprawnieniem płci. Zawodowo związana z rodzinnym przedsiębiorstwem Kjöríss, w którym odpowiadała m.in. za marketing. W latach 2011–2020 była członkinią zarządu Samtök iðnaðarins, federacji islandzkiego przemysłu. Od 2014 do 2020 kierowała radą dyrektorów organizacji pracodawców Samtök atvinnulífsins.
Zaangażowała się w działalność polityczną w ramach Partii Niepodległości. W 2021 po raz pierwszy została wybrana do Althingu. Z powodzeniem ubiegała się o poselską reelekcję w wyborach w 2024.
Od czerwca 2023 do grudnia 2024 zajmowała stanowisko ministra sprawiedliwości w rządach, którymi kierowali Katrín Jakobsdóttir i Bjarni Benediktsson. W marcu 2025 zastąpiła Bjarniego Benediktssona na funkcji przewodniczącego Partii Niepodległości.